# Agnes de Peranda y Clara de Juana
Agnes de Peranda (Asís, Italia, siglo XIII-Barcelona, 17 de septiembre de 1281) y Clara de Juana o de Puerta (? - siglo XIII) fueron dos religiosas italianas fundadoras del primer convento de clarisas de Barcelona. Son veneradas como santas por la comunidad del monasterio y por la orden, en general. No han sido beatificadas, pero han sido proclamadas Siervas de Dios por la Iglesia Católica.

## Biografía

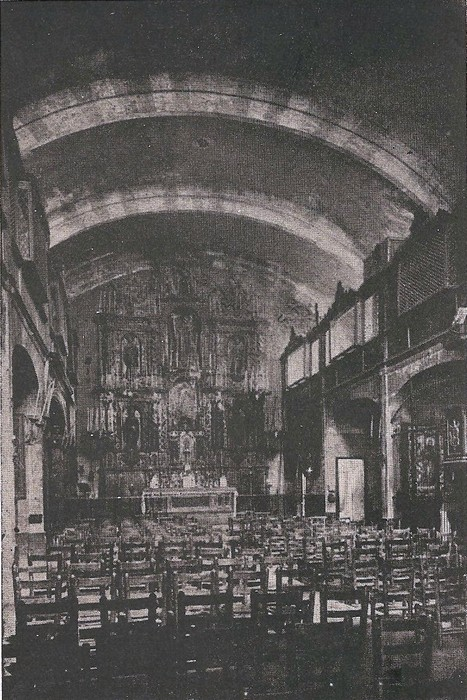
Santa Clara de Barcelona antes de 1936, donde fueron enterradas las dos monjas entre 1715 y 1936.

El nombre de Agnes de Peranda está unido a la leyenda fundacional del primer monasterio de la Orden de Santa Clara en tierras catalanas, la comunidad de "diamanitas" de San Antonio (también conocida con el nombre de Santa Clara o San Daniel) de Barcelona. Según este relato, escrito en el siglo XVI pero con raíces en la tradición oral comunitaria, Agnes, con Clara de Juana o de Puerta, ambas familiares de Clara de Asís, fueron enviadas a fundar un convento en el reino de Aragón, después de llegar de forma milagrosa a la playa de Barcelona en una barca sin remos ni velas.
Lo que consta en los documentos es que una tal Agnes fue nombrada como primera abadesa de la comunidad, y que gobernó el cenobio durante cerca de 47 años. A lo largo de su mandato se establecieron las bases jurídicas, comunitarias y patrimoniales del monasterio, que se encontraba situado cerca de la Ribera de Barcelona, en una zona de crecimiento urbano y de fuerte dinamismo comercial del cual participó. Se tiene conocimiento de la autoridad y el prestigio de Agnes, que la hace destinataria de herencias y legados que hicieron crecer el patrimonio de la comunidad y proporcionaron al monasterio un lugar destacado en la topografía espiritual de la ciudad. Se conoce también el aura de santidad que tuvo en vida para la comunidad misma y para los fieles, y el proceso de devoción y santificación de que fue objeto una vez fallecida, cuando su cuerpo fue centro de veneración y de culto, en virtud de su capacidad taumatúrgica, junto con su compañera de viaje y coprotagonista en la fundación de la orden, Clara. Ambas fueron objeto también de un proceso de beatificación, en un primer momento a finales del siglo XVII y más tarde en la primera década del siglo XX, que no tuvo éxito.
Agnes fue autora de unas ordenaciones destinadas a los clérigos beneficiarios de la Iglesia del monasterio (1260), a través de los cuales percibimos la autoridad de una abadesa del siglo XIII, en un momento en que se dirimía el lugar de la familia clarisa en el seno de la orden franciscana y el papel de los frailes y de los hombres en la cura monialum de las hermanas.
Los principales rasgos de su vida los conocemos a través del padre Antonio Vicente Domènec y, en especial, a través del relato autobiográfico escrito por la religiosa (priora y después abadesa), Dorotea Çarovira, en el año 1632. Ambas fuentes aportan el perfil básico del relato legendario y de la vida de las dos santas, que se repetirá sin variantes en la cronística de la orden y en los martirologios franciscanos. Agnes mantuvo una vida de austeridad y penitencia, "muy humilde y de gran virtud y muy santa", según Dorotea; y que era visitada por los fieles en busca de consejo espiritual (así se explica en una Vida de María de Cervelló). Quiso renunciar al abadiado —siguiendo el ejemplo de Santa Clara— pero fue interpelada por el Papa, a través de una carta que nos ofrece un testigo del prestigio de la abadesa y de la conciencia de su papel en la promoción del monasterio, tanto en lo espiritual como en lo temporal. Las palabras grabadas en su epitafio también lo confirman "... tanto en su muerte como después de ella, gloriosamente brilló por sus milagros y resplandeció con santidad de vida y gran fama mientras vivió" (traducción del catalán antiguo al español moderno). Los capuchinos de Sarriá, que fueron los principales promotores e impulsores del proceso de canonización iniciado en el año 1912, concretarían la filiación de Agnes, identificándola como la hija de Peranda, hermana de Santa Clara y de Martín Corano.

## Veneración

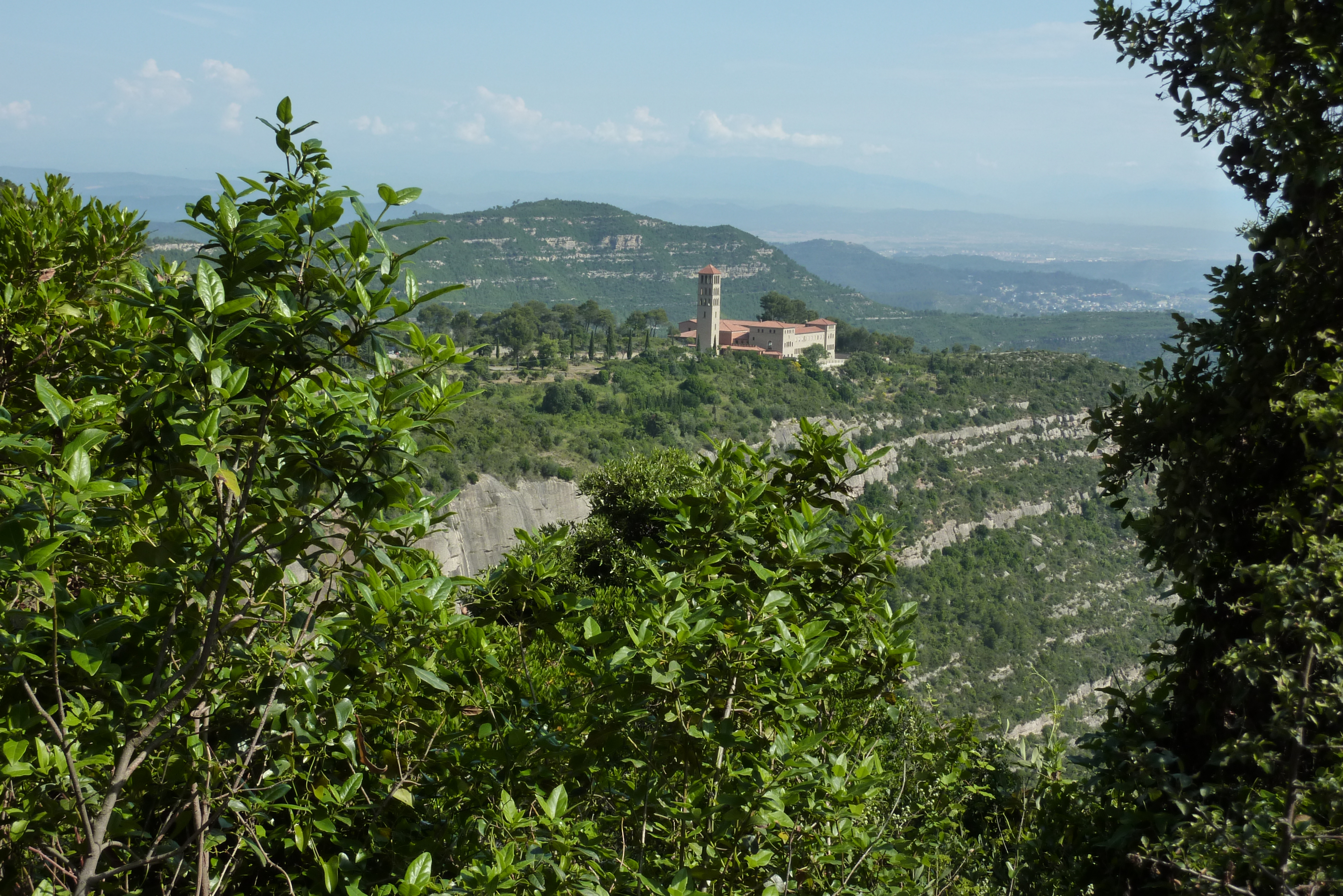
Monasterio benedictino de San Benito de Montserrat, actual lugar de entierro de las dos monjas.

En su vida religiosa, ambas monjas tuvieron fama de santidad, que se confirmó cuando fallecieron y comenzó el proceso de devoción y santificación, y sus cuerpos fueron venerados, y se les atribuyeron milagros y curaciones. Se incoó el proceso de beatificación a final del siglo XVII y más tarde en 1912, pero no tuvo éxito. El segundo proceso fue promovido por los capuchinos de Sarriá.
Sus restos mortales fueron venerados en el monasterio, especialmente por los marineros. El 12 de agosto, festividad de Santa Clara de Asís, se hacía una procesión de homenaje a las dos fundadoras y se abría el sepulcro para pasar algodones por los restos, que se creían milagrosos. En 1460, unas señales milagrosas (unas luces que se posaban sobre la tumba) provocaron el traslado de los cuerpos del cementerio común a la iglesia, con posteriores traslados hasta la Capilla de las Santas, cerca del altar mayor en 1725. Los restos acompañaron a la comunidad en sus traslados: desde los años 1715 a 1952 fueron al Convento de Santa Clara de Barcelona (Palacio Real Mayor de Barcelona) y, desde entonces, se encuentran en el monasterio benedictino de San Benito de Montserrat.